# Нападение на консульство Израиля в Берлине (1999)
Нападение на израильское консульство в Берлине 17 февраля 1999 года было совершено сторонниками РПК. Три человека погибли и 14 получили ранения после того, как силы безопасности в консульстве открыли огонь по сторонникам РПК.

## Предыстория
В октябре 1998 года Абдулла Оджалан, лидер РПК, был вынужден уехать из Сирии в Москву, где ему не разрешили остаться, затем решил выехать в Италию. Итальянское правительство не хотело разрешать Оджалану остаться, однако по закону им не разрешалось экстрадировать его в Турцию, где ему могла грозить смертная казнь.
После того, как ему было отказано во въезде в Германию, Нидерланды и Францию, Оджалан отправился в Грецию 1 февраля 1999 года. Он был схвачен 15 февраля 1999 года при переводе из посольства Греции в международный аэропорт имени Джомо Кениаты в Найроби в ходе операции, проведенной национальной разведывательной организации, предположительно с помощью ЦРУ и Моссада.

## Атака
Протесты по всему миру вспыхнули после известия о поимке Оджалана, которая была осуществлена в Кении турецкой разведкой при содействии Греции[прояснить].
От 55 до 200 сторонников РПК, вооруженных железными прутьями, 17 февраля ворвались в израильское консульство в Берлине, обвинив Моссад в том, что он якобы помогал турецкому правительству в похищении Оджалана. Когда протестующим удалось прорваться через ряды полиции и войти в здание консульства, израильская служба безопасности открыла огонь по нападавшим, убив троих и ранив 14 человек. Позже немецкая полиция арестовала 30 сторонников РПК и оцепила весь район, когда вертолеты кружили над зданием консульства.

## Последствия
Сразу после этого Биньямин Нетаньяху выступил в защиту действий охранников, заявив, что протестующие пытались отобрать у них оружие. Израиль усилил охрану всех своих представительств за рубежом.
Посол Израиля в Германии Ави Примор позже оспорил утверждение о том, что, стреляя в протестующих, охранники действовали в целях самообороны: «С сегодняшней точки зрения мы можем видеть, что это не был случай самообороны».